# Лонгвју Хајтс (Вашингтон)
Лонгвју Хајтс (енгл. Longview Heights) насељено је место без административног статуса у америчкој савезној држави Вашингтон.

## Демографија
По попису из 2010. године број становника је 3.851, што је 338 (9,6%) становника више него 2000. године.
| Група             | 2000.         | 2010.         |
| Белци             | 3.300 (93,9%) | 3.445 (89,5%) |
| Афроамериканци    | 14 (0,4%)     | 9 (0,2%)      |
| Азијати           | 50 (1,4%)     | 74 (1,9%)     |
| Хиспаноамериканци | 63 (1,8%)     | 165 (4,3%)    |
| Укупно            | 3.513         | 3.851         |